# Comuna Băleni, Dâmbovița
Băleni (in sârbă Балени, în bulgară Бълени) este o comună în județul Dâmbovița, Muntenia, România, formată din satele Băleni-Români (reședința) și Băleni-Sârbi.

## Istorie
Zona comunei Baleni a fost locuita din cele mai vechi timpuri. Cercetarile arheologice care s-au desfasurat in iunie 1973 au dus la descoperirea unor asezari din secolele V-VI. Satul Baleni este atestat de documente de pe la jumatatea secolului al XV-lea sub numele de satul Rusi
La sfârșitul secolului al XIX-lea, pe actualul teritoriu al comunei funcționau comunele Băleni-Români și Băleni-Sârbi, ambele formate din satele lor de reședință și facând parte din plasa Ialomița a județului Dâmbovița. Comuna Băleni-Români avea 1625 de locuitori și în ea funcționau o moară de apă, o fabrică de spirt, o fabrică de făină, o biserică și o școală mixtă cu 50–55 de elevi. Comuna Băleni-Sârbi avea 1563 de locuitori și își trăgea numele de la faptul că aici s-au stabilit în vechime imigranți de origine slavă. La Băleni-Sârbi funcționau o biserică și o școală cu 69–75 de elevi, înființată în 1859.
Satul Băleni-Sârbi este situat pe drumul de la București la Târgoviște. Bulgarii s-au stabilit aici în jurul anului 1830. Potrivit diferitelor surse, în 1838 locuiau acolo 128 sau 88 de familii de bulgari. Gustav Weigand a inclus satul în atlasul său ca localitate cu populație bulgară. În 1930 populația bulgară era de 2.299, lucrând în principal în grădinărit. Grupuri mari s-au mutat în orașul din apropiere, Târgoviște (aproximativ 200 de gospodării la începutul secolului XX) și în satul Comișani (douăzeci de familii). În timpul cercetărilor de teren din 1968, s-a estimat că în sat locuiau 1.000 de familii bulgare. Limba bulgară era bine păstrată.
În 1925, cele două comune fuseseră unite și comasate în comuna Băleni, cu reședința la Băleni-Români. Comuna era arondată plășii Bilciurești și avea 3980 de locuitori. În 1950, comuna a fost inclusă în raionul Târgoviște din regiunea Ploiești, din care a făcut parte până în 1968, când a revenit la județul Dâmbovița, reînființat.

## Geografie
Comuna Băleni este amplasată în partea de sud a județului Dâmbovița, aflându-se la o distanță de aproximativ 20 km de municipiul Târgoviște.  
Teritoriul comunei Baleni se afla situat in Campia Targovistei. 
Comuna Băleni este formată din doua sate și anume: Băleni Români spre est și Băleni Sârbi spre vest. 
Comuna se învecinează cu:
- la nord - est cu comuna I. L. Caragiale;
- la nord - vest cu comuna Bucșani;
- la sud cu comuna Cornățelu;
- la sud - est cu comuna Dobra;
- la vest cu comunele Sălcioara și Nucet.

Principalele căi de acces către comuna Băleni sunt:
- - drumul județean DJ 711 Târgoviște – Băleni – Bilciurești (DN 1A);
- - drumul județean DJ 711C Băleni – Nucet;
- - drumul comunal DC 41 Băleni - Cornățelu.

Comuna Băleni are o populație de cca. 8.499 de locuitori și dispune de dotări culturale, sociale și de prestari servicii specifice mediului rural.

## Demografie
Componența etnică a comunei Băleni
     Români (59,61%)
     Bulgari (13,19%)
     Romi (12,4%)
     Sârbi (5,75%)
     Alte etnii (0,06%)
     Necunoscută (8,99%)
Componența confesională a comunei Băleni
     Ortodocși (79,51%)
     Creștini după evanghelie (6,45%)
     Penticostali (3,62%)
     Alte religii (1,25%)
     Necunoscută (9,17%)
Conform recensământului efectuat în 2021, populația comunei Băleni se ridică la 7.734 de locuitori, în scădere față de recensământul anterior din 2011, când fuseseră înregistrați 8.368 de locuitori. Majoritatea locuitorilor sunt români (59,61%), cu minorități de bulgari (13,19%), romi (12,4%) și sârbi (5,75%), iar pentru 8,99% nu se cunoaște apartenența etnică. Din punct de vedere confesional, majoritatea locuitorilor sunt ortodocși (79,51%), cu minorități de creștini după evanghelie (6,45%) și penticostali (3,62%), iar pentru 9,17% nu se cunoaște apartenența confesională.

## Politică și administrație
Comuna Băleni este administrată de un primar și un consiliu local compus din 15 consilieri. Primarul, Florin Dumitru[*], de la Partidul Național Liberal, este în funcție din 1 noiembrie 2024. Începând cu alegerile locale din 2024, consiliul local are următoarea componență pe partide politice:
|  | Partid                    | Consilieri | Componența Consiliului | Componența Consiliului | Componența Consiliului | Componența Consiliului | Componența Consiliului | Componența Consiliului | Componența Consiliului | Componența Consiliului |
|  | ------------------------- | ---------- | ---------------------- | ---------------------- | ---------------------- | ---------------------- | ---------------------- | ---------------------- | ---------------------- | ---------------------- |
|  | Partidul Național Liberal | 8          |                        |                        |                        |                        |                        |                        |                        |                        |
|  | Partidul Social Democrat  | 7          |                        |                        |                        |                        |                        |                        |                        |                        |

## Obiective turistice
În localitate se pot vizita Hanul Mare Băleni, Biserica din Băleni-Români, precum și zidurile curții familiei boierilor Băleanu.